# Waldskulpturenweg
Der WaldSkulpturenWeg Wittgenstein–Sauerland, meist nur WaldSkulpturenWeg genannt, ist ein 23,4 km langer Wander- und Skulpturenweg im Rothaargebirge zwischen den Städten Bad Berleburg (Kreis Siegen-Wittgenstein) und Schmallenberg (Hochsauerlandkreis) in Nordrhein-Westfalen (Deutschland).
Die Skulpturen des am 29. Oktober 2000 eröffneten Wanderwegs wurden zwischen 2000 und 2010 aufgestellt. Das Wanderzeichen ist ein blaues Tor auf weißem Grund. Unterstützt wird der Weg von der Kunststiftung NRW.

## Überblick
Der Waldskulpturenweg führt – ausschließlich im Naturpark Sauerland-Rothaargebirge angelegt – von Bad Berleburg am Eder-Zufluss Odeborn im südlichen Wittgensteiner Land über den Hauptkamm des Rothaargebirges (Rothaarkamm) nach Schmallenberg am Ruhr-Zufluss Lenne im nördlichen Sauerland; somit überquert er die Rhein-Weser-Wasserscheide. Dabei teilt er sich abschnittsweise Wegstrecken unter anderem mit dem Europäischen Fernwanderweg E1 und dem Rothaarsteig; zudem passiert er den Kyrillpfad Schanze.

## Verlauf
Der Verlauf des Waldskulpturenwegs – mit Skulptur-Nummern (für Skulptur-Übersicht siehe Abschnitt Projekt und Skulpturen) und mit Höhenangaben in Meter (m) über Normalhöhennull (NHN):
Der Weg beginnt im Kreis Siegen-Wittgenstein in Bad Berleburg am Rathaus (Poststraße 42) an der Bundesstraße 480. Dort steht die erste von zwei Informationstafeln „als Portale zum WaldSkulpturenWeg“ und zum aus mehreren kleinen Informationstafeln entlang des Weges bestehenden Kunstwerk Der Wettbewerb (1; ca. 418 m); im nördlichen Nachbarhaus ist die Tourist-Information der Stadt eingerichtet.
Anfangs führt der Weg südwärts entlang der Poststraße und knickt noch vor der Innenstadt nach Westen ab. Nach Überqueren der Odeborn passiert er das Schloss Berleburg. Dann verläuft er, zusammen mit dem Europäischen Fernwanderweg E1, nordwärts bergauf und erreicht, nach Queren des Waldgebiets am Berg Burgfeld (586,2 m) und einer landwirtschaftlich genutzten Fläche, die Skulptur Was war zuerst? (2; ca. 540 m), die als etwa 6,50 m hohes goldfarbiges Ei am Waldrand auf der Südostflanke des Windbrachekopfs (597,6 m) steht.
Anschließend führt der Weg in Richtung Norden im Wald östlich oberhalb der Trüfte (Trufte) über die Westflanke des Windbrachekopfs und dann östlich oberhalb des Trüfte-Quellbachs Österze (Osterzebach) über die Westflanke des Laubbergs (615,1 m); bei beiden Bergen kann, ohne eine Skulptur auszulassen, auch über die Ostflanke gewandert werden. Auf der Nordflanke des Laubbergs steht die Skulptur Die Grünstation (3; ca. 595 m). Gipfelnah über die Ostflanke des zwischen der Österze im Westen und dem Lausebach-Zufluss Litzige im Osten liegenden Bärenköpfchens (628,6 m) gelangt der Weg etwas weiter nordnordwestlich nahe der Österze zur Skulptur Der Falke (4; ca. 720 m).

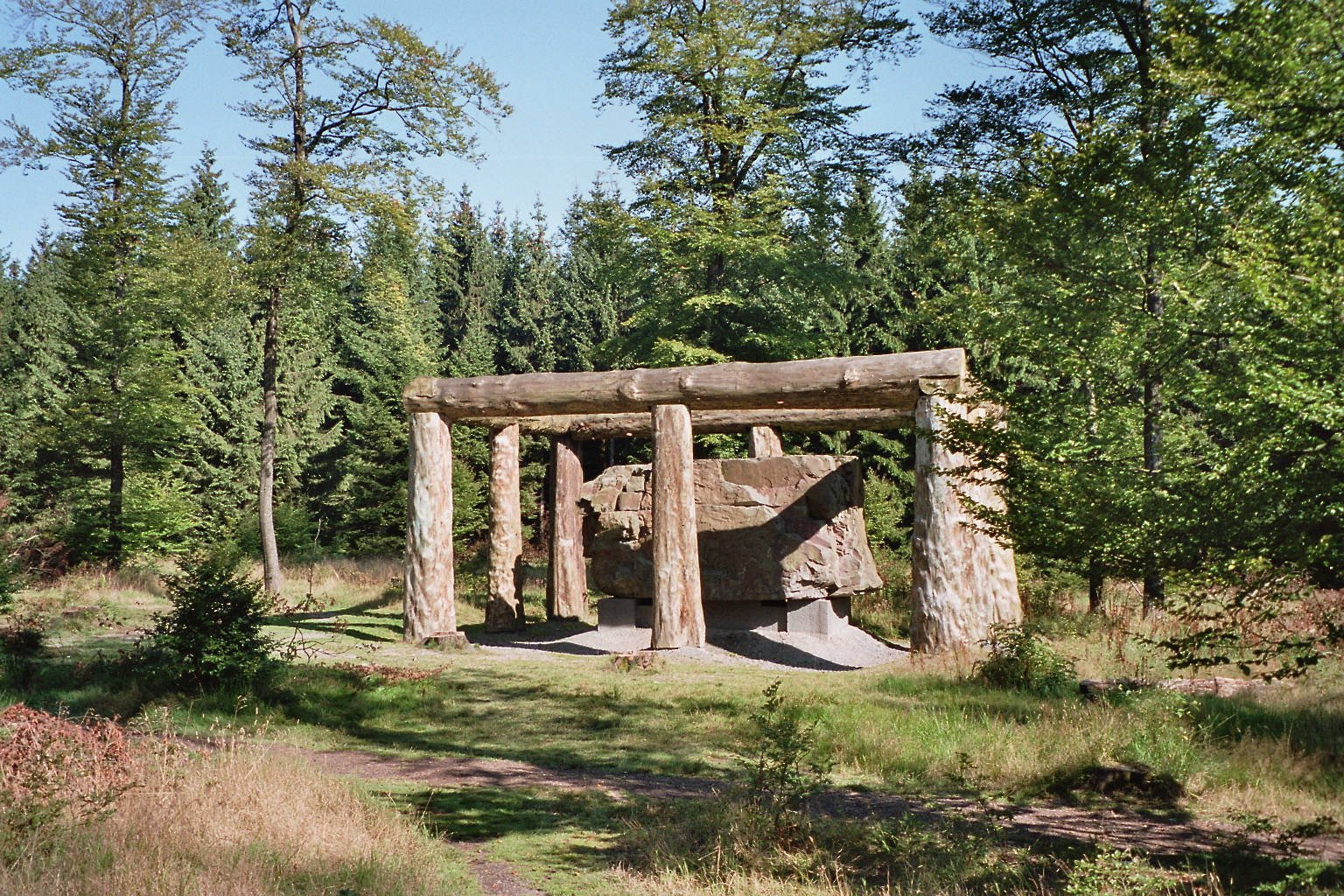
Skulptur Stein–Zeit–Mensch
zwischen Bad Berleburg und -Kühhude

Hiernach verläuft der Weg zwischen Österze und Litzige aufwärts zum Rothaarkamm und erreicht wenige Meter westlich einer Waldwegkreuzung (705,7 m) die Skulptur Stein–Zeit–Mensch (5; ca. 707 m). Kurz darauf trifft er in dieser Richtung auf den Bergweg des Rothaarsteigs. Knapp 300 m westnordwestlich dieser Wegzusammenkunft befindet sich etwas abseits des Wegs die Hängebrücke (ca. 680 m) nahe der Quelle des Hochgelmker Siepens, der zum Einzugsgebiet der Latrop gehört; an die Brücke ist der Lehrpfad Ökosystem Wald angegliedert.
Die Hängebrücke etwa 260 m östlich passierend verläuft der Weg gemeinsam mit dem Bergweg direkt auf der Grenze von Bad Berleburg (Kreis Siegen-Wittgenstein) und Schmallenberg (Hochsauerlandkreis) nach Norden und knapp 50 m östlich am Saukopfgipfel (716,3 m) vorbei. Von dort führt er zum Wandererparkplatz am Ende der Kreisstraße 39 (697,2 m), die als Stichstraße vom südlichen Bad Berleburg vorbei am Weiler Homrighausen (ca. 480 m) zum auf einer großen Lichtung liegenden Weiler Kühhude (ca. 677 bis 698 m) verläuft; beide gehören zu Bad Berleburg. Weiterhin entlang der Grenze erreicht er nordostwärts die Skulptur Kein leichtes Spiel (6; ca. 717 m), die sich nahe der Quelle (ca. 714 m) des kleinen Schladebach-Zuflusses Schlümperbrüche (Schlümper Bruchsiepen) befindet.

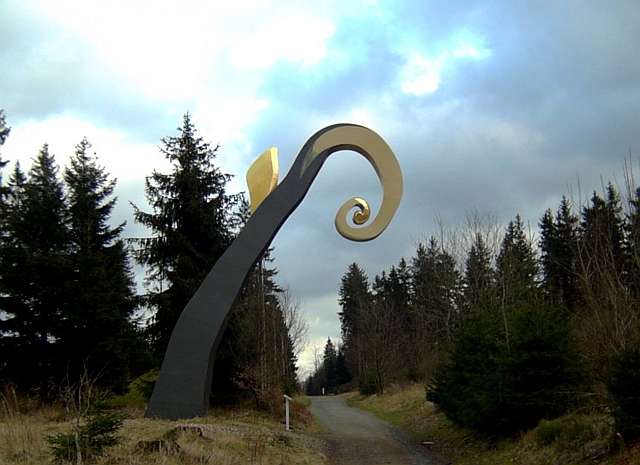
Skulptur Krummstab
bei Schmallenberg-Schanze

Nach hierauf folgendem Passieren der Schlümperbrüchequelle verlässt der Weg den Bergweg des Rothaarsteigs. Er knickt nach Nordwesten ab und verläuft fortan endgültig auf Schmallenberger Gemarkung. Dabei erreicht er seine höchste Wegstelle, die nahe einer auf 738,5 m Höhe befindlichen Wegstelle auf knapp 740 m Höhe liegt; etwa 550 Wegmeter weiter nordwestlich verläuft er erneut über eine etwa gleich hohe Wegstelle. Anschließend erreicht der Weg, kurz nach Passieren eines Wasserbehälters (739,5 m), die Skulptur Der Krummstab (7; ca. 738 m). Nahe dieser Skulptur beginnt und endet der Kyrill-Pfad Schanze.

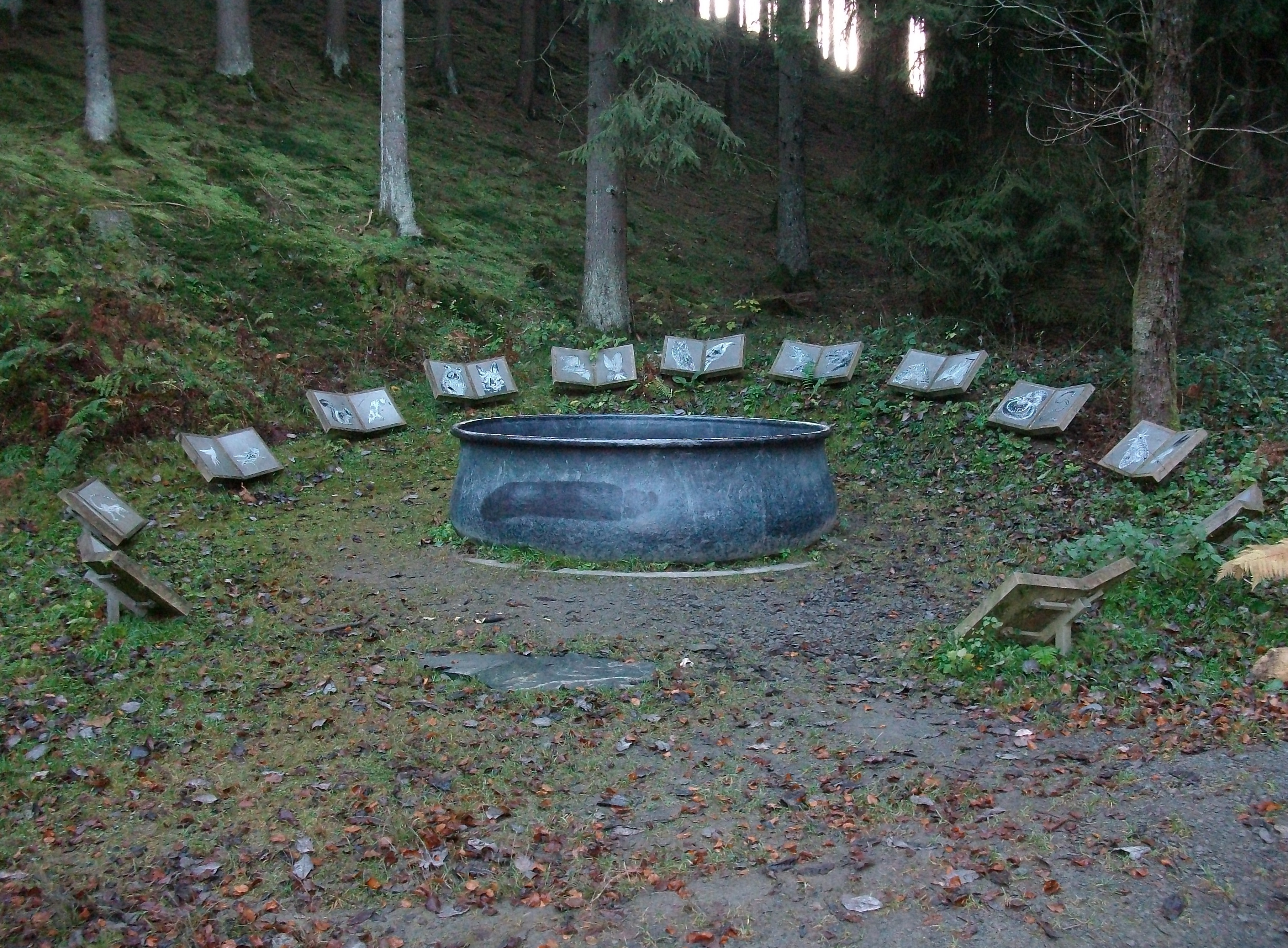
Skulptur Der Hexenplatz zwischen
Schmallenberg-Schanze und -Almert

Dann führt der Weg durch den Schmallenberger Ortsteil Schanze, wo er die einstige Landwehr Wegesperre (mit Parkplatz; 715,9 m; Kulturdenkmal) passiert und den Talweg des Rothaarsteigs kreuzt. Etwas nördlich des Dorfs verläuft er an einem Soldatengrab (711,7 m) vorbei. Fortan führt er, den Rothaarkamm verlassend, nordwärts hinab zur Skulptur Der Hexenplatz (8; ca. 530 m), die knapp 400 Wegmeter ostnordöstlich des eigentlichen Wegs an einem Waldweg-Knotenpunkt (525,4 m) im Tal des Hartmecke-Zuflusses Lüttmecke liegt; bachabwärts befindet sich der zum Schmallenberger Ortsteil Oberkirchen gehörende Wohnplatz Lüttmecke. Anschließend verlässt der Weg den Europäischen Fernwanderweg E1.
Nach Verlassen von bewaldetem Gebiet knickt der Weg nördlich von Almert nach Westsüdwesten ab, um in landwirtschaftlich genutztem Gebiet zur etwa 200 m nordöstlich vom Almertwäldchen (max. 531,7 m) stehenden Skulptur Blinker II – Ein Lichtspieltheater (9; ca. 531 m) zu verlaufen. Hiernach führt er durch den Schmallenberger Ortsteil Grafschaft. Dort verläuft er entlang der Kreisstraße 17 (Teil der Hochsauerland-Höhenstraße), überquert mit ihr den Lenne-Zufluss Grafschaft und knickt von der Straße (416,4 m) direkt nach dem Kloster Grafschaft nach Süden ab. Dann erreicht er nordnordwestlich der Waldwegkehre am Mühlenteich (441,6 m), wo er den Grafschaft-Zufluss Bremecke (Mühlenbach) kreuzt, die am Waldrand oberhalb des Bachtals stehende Skulptur Über den Teichen (10; ca. 435 m). Danach führt der Weg nordwestwärts zur K 17, um diese und den Bach Grafschaft (ca. 388 m) zu Kreuzen und dann westwärts, etwas oberhalb des Bachs, in die Kernstadt von Schmallenberg zu verlaufen. Ab dem Ortseingang verläuft er durch den Schmallenberger Kurpark, in dem er die Lenne kreuzt. Kurz nach deren Überqueren erreicht der Weg unmittelbar westlich entlang dem Fluss führend seine niedrigste Wegstelle, die noch im Park beim westlichen Lenneufer auf etwa 369 m Höhe liegt.
Hiernach verläuft der Weg, die Kapelle Auf dem Werth passierend, aufwärts zum Schmallenberger Rathaus (Unterm Werth 1), das am bei der Kreuzung (390,5 m) mit der Fleckenberger Straße (K 17) und der Oststraße gelegenen Übergang der Straßen Unterm Werth (K 17) und Weststraße steht. Am dortigen Wegende befindet sich die zweite der beiden Informationstafeln „als Portale zum WaldSkulpturenWeg“ und zum Kunstwerk Der Wettbewerb (11; 390 m). Nördlich davon liegt der historische Stadtkern.

## Projekt und Skulpturen
Am oder nahe dem WaldSkulpturenWeg befinden sich ein Projekt (zwei große Informationstafeln und mehrere Schautafeln) und neun Skulpturen – jeweils mit Geo-Koordinaten, Höhe in Meter (m) über Normalhöhennull (NHN), Künstler und (Entstehungs-)Jahre, geographischer Lage sowie Informations-Link:
| Nr. | Name [Projekt (P) / Skulptur (S)]         | Koordi- naten | Höhe (m ü. NHN) | Künstler           | Jahre     | Geographische Lage (in oder bei Ortschaft / am Berg/Bach/Teich, usw.) | Info |
| --- | ----------------------------------------- | ------------- | --------------- | ------------------ | --------- | --------------------------------------------------------------------- | ---- |
| 01  | Der Wettbewerb (P) (1. Informationstafel) | ⊙             | 418             | Jochen Gerz        | 2002–2004 | Bad Berleburg / Rathaus                                               | Link |
| 02  | Was war zuerst? (S)                       | ⊙             | 540             | Magdalena Jetelová | 2007–2009 | Bad Berleburg / Windbrachekopf                                        | Link |
| 03  | Die Grünstation (S)                       | ⊙             | 595             | Gloria Friedmann   | 2006      | Bad Berleburg-Homrighausen / Laubberg                                 | Link |
| 04  | Der Falke (S)                             | ⊙             | 720             | Alan Sonfist       | 2005      | Bad Berleburg-Kühhude / Saukopf                                       | Link |
| 05  | Stein–Zeit–Mensch (S)                     | ⊙             | 707             | Nils-Udo           | 2001      | Bad Berleburg-Kühhude / Saukopf                                       | Link |
| 06  | Kein leichtes Spiel (S)                   | ⊙             | 717             | Ansgar Nierhoff    | 2000      | Bad Berleburg-Kühhude / Schlümperbrüche                               | Link |
| 07  | Der Krummstab (S)                         | ⊙             | 738             | Heinrich Brummack  | 2005      | Schmallenberg-Schanze / Kyrillpfad Schanze                            | Link |
| 08  | Der Hexenplatz (S)                        | ⊙             | 530             | Lili Fischer       | 2003      | Schmallenberg-Oberkirchen / Lüttmecke                                 | Link |
| 09  | Blinker II (S) Ein Lichtspieltheater      | ⊙             | 531             | Timm Ulrichs       | 2007–2010 | Schmallenberg-Almert / Almertwäldchen                                 | Link |
| 10  | Über den Teichen (S)                      | ⊙             | 435             | Andreas Oldörp     | 2001      | Schmallenberg-Grafschaft / Mühlenteich                                | Link |
| 11  | Der Wettbewerb (P) (2. Informationstafel) | ⊙             | 390             | Jochen Gerz        | 2002–2004 | Schmallenberg / Rathaus                                               | Link |